# Chorobat
Chorobaten var et slags vaterpas brugt omkring kristi tid, hvor blandt andet romerne brugte dette instrument til at bygge imponerende bygningsværker.[kilde mangler]
Chorobaten var en lang buk med sigteredskaber i hver ende. I stille vejr stillede man den vandret ved hjælp af to lodder som hang fra chorobaten, når disse flugtede en optegnet linje var planet i vatter. I blæst havde man en slags skål i toppen som fyldtes med vand, og når vandet flugtede på alle sider var den i vater.
Det vides ikke præcist hvordan chorobaten har set ud, men ud fra tekster dateret omkring 100 år e.kr. har man kunne danne sig en idé om udformningen af dette instrument.
- Wikimedia Commons har flere filer relateret til Chorobat